# Канцона і танець
Канцона і танець — псевдоіталійський музичний твір. «Канцона» і написаний під неї текст «Рай» лягли в основу більш відомої пісні «Город золотой» або «Над небом голубым», яку виконували Олексій Хвостенко, Борис Гребенщиков та інші.

## Містифікація
Твір «Канцона і танець» став відомим у СРСР у 1970-х роках. 1972 року фірма грамзапису «Мелодія» видала платівку з назвою «Лютнева музика XVI–XVII століть». На ній було записано десять творів, першою серед яких була сюїта для лютні «Канцона й танець» італійського композитора й віртуоза-лютниста XVI століття Франческо Канова да Мілано.
Проте авторство цього композитора було сумнівним: серед опублікованих до виходу платівки творів Франческо даної композиції не виявлено, як і в повному зібранні творів да Мілано, виданому пізніше. Жодних «канцон» Канова не писав. Власне, слово «canzona», яке, до речі, на платівці написано з помилкою як «kanzona», італійською означає просто як «пісня».
За твердженнями українського лютниста-композитора Романа Туровського, одразу всі радянські лютнисти відчули підробку. Член Спілки композиторів СРСР і професор Московської консерваторії Шандор Каллош уважно дослідив усі композиції, записані на платівці, й дійшов висновку, що вони, за винятком «Зелених рукавів», ніякого відношення до творів XVI-XVII століття не мають. Р. Туровський стверджував, що справжнім композитором був Володимир Вавілов.
2005 року Зеєв (Володимир) Гейзель підготував інтернет-публікацію про «Канцону і танець». У ній він остаточно довів, що авторство твору належало радянському гітаристу й лютнисту Володимиру Вавілову (1925–1973), який вдавався з певних причин до містифікації.

## Вірш «Рай»
рай 

Над небом голубым

Есть город золотой

С прозрачными воротами

И яркою стеной

А в городе том сад

Все травы да цветы

Гуляют там животные

Невиданной красы

Одно как рыжий огнегривый лев

Другое — вол, исполненный очей

Третье — золотой орел небесный

Чей там светел взор незабываемый… 
Анрі Волохонський. «Рай»
У листопаді 1972 року після виходу платівки «Лютнева музика XVI–XVII століття» поет Анрі Волохонський написав вірш «Рай».
За зізнанням самого поета, у вірші використані біблійні образи із старозавітної Книги пророка Єзекіїля (Єз. 1:10). Можливо, твір було створено під впливом мозаїчного панно «Небо» в майстерні ленінградського художника Бориса Аксельрода, де нерідко бував поет.
| Аксель робив тоді це саме «Небо на землі»... А ми робили вигляд, що допомагаємо Акселю — кололи смальту і складали шматки мозаїк по його розписам, втім досить бездарно. Акселю доводилося нас поправляти. А я взагалі здебільшого ледарював. У прямому сенсі слова він мені нічого не говорив і не радив, але атмосфера була та сама. (А. Г. Волохонський)[3] |
Інші бачать у тексті опис Небесного Єрусалиму з Одкровення Іоанна Богослова (Апокаліпсису) (Об. 21:1-3, 21:11-22:2), який у християнській традиції вважається образом раю, і чотирьох тварин з Апокаліпсису (Об. 4:6 −9) — тетраморфа.

## «Город золотой»
Де неба є блакить 

Де неба є блакить 

Там місто височить,

Над золотою брамою

Там зірка променить.

А в місті тому сад

Квітки і оксамит

Собі гуляють звіри там

Незнаної краси!

Тебе там стріне вогнене левча, І сірий вол з безоднею в очах.

З ними золотий орел небесний, Чий так погляд в душу зазирає.

А в небі зірка тім

Сіяє в самоті

Вона тебе чекає там

Мій ангел золотий!

Кохаєш і кохан, Хто сяє — той і Пан.

І най тебе ведуть туди

Небеснії шляхи.

Тебе там стріне вогнене левча, І сірий вол з безоднею в очах.

З ними золотий орел небесний, Чий так погляд в душу зазирає
Переклад С. Назаревича
Першим виконавцем пісні став Олексій Хвостенко, багаторічний друг і співавтор Анрі Волохонського. Пісня стала відомою в бардівському середовищі. Її включали до свого репертуару багато інших співаків.
Борис Гребенщиков уперше виконав пісню в березні 1984 року на концерті в Харківському державному університеті, при цьому вибачившись за те, що навіть не знає, хто написав цей твір. У варіанті Гребенщикова є кілька відмінностей від оригінального тексту. Головна з яких була заміна першого рядка «Над небом голубым» на «Под небом голубым». Це було пов'язано з радянською цензурою, тому довелось прибрати явно релігійний підтекст твору.
Всесоюзну популярність композиція набула після того, як прозвучала у виконанні «Акваріума» у фільмі Сергія Соловйова «Асса» (1987).
Посідає третє місце в списку 100 найкращих пісень російського року в XX столітті. Журналом «Time Out» поміщена до списку «100 пісень, що змінили наше життя».
Пісня перекладена українською мовою Сергієм Назаревичем (Аквілоном).